# Далас (окръг, Мисури)
Окръг Далас (на английски: Dallas County) е окръг в щата Мисури, Съединени американски щати. Площта му е 1406 km², а населението - 15 661 души (2000). Административен център е град Бъфало.